# درويش محمد (لاعب كرة قدم)
درويش محمد (مواليد 8 يناير 1993) لاعب كرة قدم إماراتي يجيد اللعب في الظهير الأيسر في نادي الجزيرة الحمراء.

## مسيرة اللاعب
مثل نادي دبي في الفئات السنية وانتقل للنادي الأهلي عام 2009 و وصل للفريق الأول عام 2012 و انتقل إلى بني ياس عام 2014 و انتقل إلى نادي دبا الفجيرة عام 2018 و انتقل إلى نادي خورفكان في صيف 2020 و انتقل إلى نادي حتا مطلع عام 2021 و لعب بعدها مع نادي الجزيرة الحمراء ونادي الرمس.

## روابط خارجية
- درويش محمد على موقع Soccerway.com (الإنجليزية)